# Adélaïde Labille-Guiard
Pour les articles homonymes, voir Labille et Guiard.
Adélaïde Labille-Guiard, dite aussi Adélaïde Labille des Vertus, née le 11 avril 1749 à Paris, où elle est morte le 24 avril 1803, est une artiste peintre, miniaturiste et pastelliste française,.

## Une famille de commerçants parisiens
Adélaïde Labille est la plus jeune des huit enfants, dont la plupart meurent en bas âge, d’un couple de bourgeois parisiens. Son père est Claude-Edme Labille (1705–1788), mercier et propriétaire de la boutique de mode, À la toilette, située rue de la Ferronnerie, dans la paroisse Saint-Eustache. Sa mère s'appelle Marie Anne Saint-Martin. C’est dans cette boutique que débuta Jeanne Bécu, future Madame du Barry.
Sa sœur aînée, Félicité Labille, dont la date de naissance est inconnue, épouse en 1764 dans la paroisse Saint-Eustache à Paris, le miniaturiste Jean Antoine Gros. Cet artiste, né en 1732 à Toulouse, est aussi un collectionneur avisé de tableaux. Mais Félicité Labille meurt après quatre ans de mariage.

## Les mariages
Adélaïde Labille épouse à vingt ans Nicolas Guiard, un commis auprès du receveur général du Clergé de France. Son mari ne lui est donc d’aucune aide dans sa carrière de peintre. Sur son contrat de mariage signé le 25 août 1769, il est indiqué qu'Adélaïde Labille-Guiard est peintre de l’Académie de Saint-Luc. Elle exerce déjà en tant que peintre professionnel.
En 1800, divorcée de Guiard, elle épouse à Paris François André Vincent le 19 juin 1800 (30 prairial an VIII). Ce dernier meurt à Paris le 4 août 1816.

## La formation artistique
Durant son adolescence, Adélaïde Labille-Guiard suit une formation de miniaturiste auprès du portraitiste, habile miniaturiste et peintre à l'huile François-Elie Vincent. Né en 1708 à Genève, François-Elie est professeur à l’Académie de Saint-Luc avant d’accéder en 1765 à la charge de conseiller. La famille de Vincent est proche d’Adélaïde Labille-Guiard. Elle connaît donc depuis son adolescence François-André Vincent, le fils de son maître.
Après son mariage avec Guiard, elle fait son apprentissage du pastel chez un maître du genre, Quentin de La Tour entre 1769, date de son mariage, et 1774, année où elle expose à l’Académie de Saint-Luc un portrait d’un magistrat au pastel.
Elle est ensuite initiée à la peinture à l’huile par François-André Vincent.

## Le Salon de 1783 et le pamphlet
Sous le titre de Suite de Malborough au Salon 1783, un auteur demeuré inconnu publie des couplets où les femmes peintres Anne Vallayer-Coster, Élisabeth Vigée-Lebrun et Adélaïde Labille-Guiard sont injuriées, de même que le peintre Hue lors du Salon de 1783. Adélaïde Labille-Guiard y est accusée d’avoir de nombreux amants dont François-André Vincent. Il ne s’agit que d’accusations mensongères courantes pour les femmes qui exercent un métier défini alors comme masculin, d’autant plus quand, comme Adélaïde Labille-Guiard, elles sont séparées de leur mari.

## L’entrée à l’Académie royale de peinture et de sculpture
Adélaïde Labille-Guiard est reçue en 1783 en même temps que Élisabeth Vigée-Lebrun à l’Académie royale de peinture et de sculpture. 
Alors que Vigée-Lebrun doit sa nomination à la reine, Adélaïde Labille-Guiard la doit aux amis qu’elle a parmi les académiciens.
La première effigie d’artiste qui servit de réception est celle du sculpteur Jacques Sarrazin peint par François Lemaire pour sa réception en 1657. De dimensions standard, les effigies d’artistes représentent principalement des peintres d’histoire ou des sculpteurs, portant perruque, debout ou assis dans leur atelier tenant le plus souvent le crayon, la palette ou le ciseau et entourés d’objets décoratifs qui précisent leur spécialité : chevalet, carton à dessins, gouge, maillet, marbres, etc. Adélaïde Labille-Guiard suit cette tradition avec son premier morceau de réception à l’Académie. Le portrait de Pajou, œuvre avec laquelle elle a obtenu un grand succès, est présenté dans le Salon de 1783. Adélaïde Labille-Guiard, comme les portraitistes La Tour et Duplessis, diffère la remise de son second morceau de réception.

## La recherche d’une nouvelle clientèle à la Révolution française

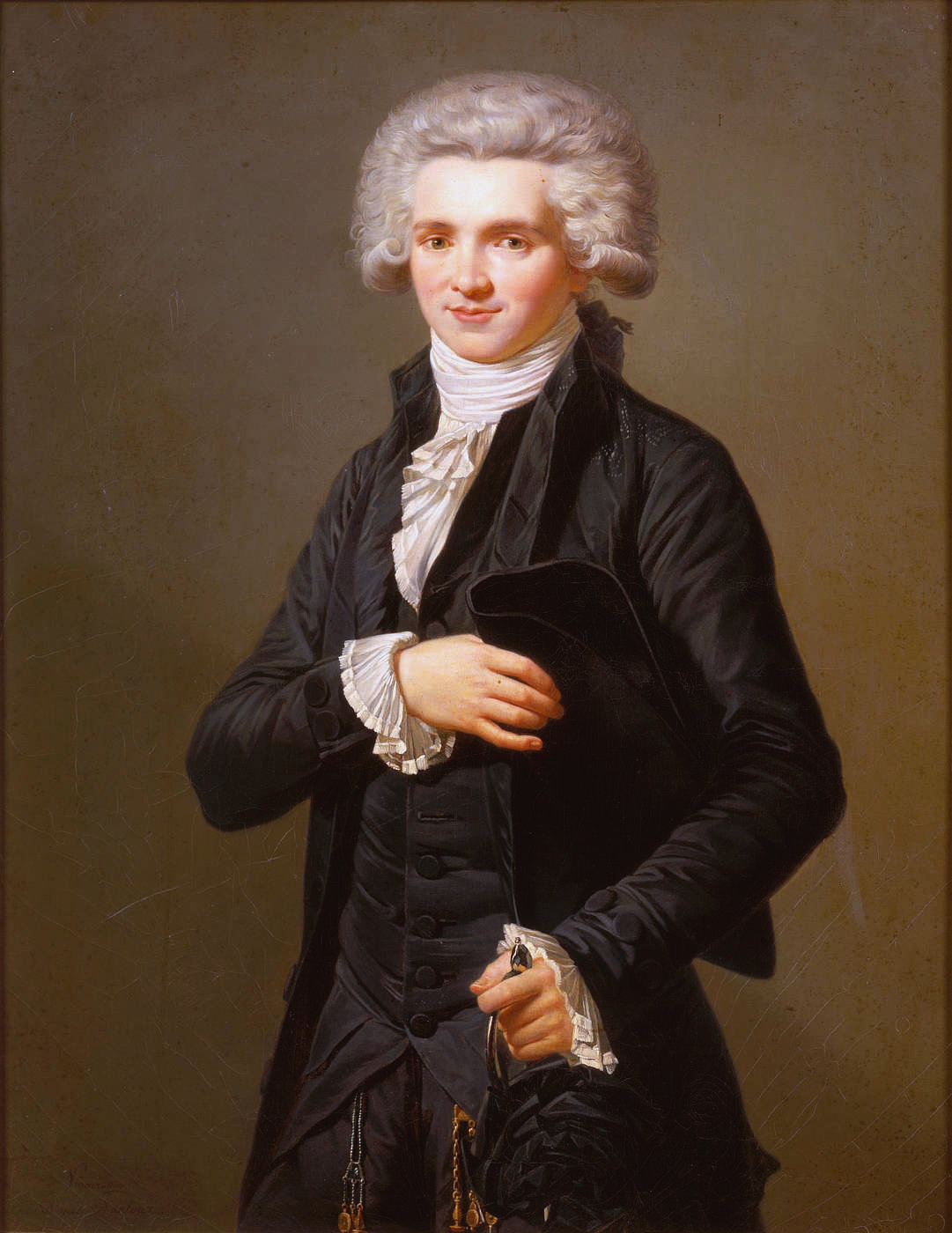
Portrait de Maximilien Robespierre en habit de député du Tiers État par Pierre-Roch Vigneron, d'après un pastel de Labille-Guiard (1791), château de Versailles.

À la même époque, elle défend devant l’Académie royale de peinture le fait qu’elle doit être ouverte à toutes les femmes sans limitation de nombre. Elle est soutenue par ses amis Vincent, Pajou, Gois et Miger, mais le vote n’est pas considéré comme valable.

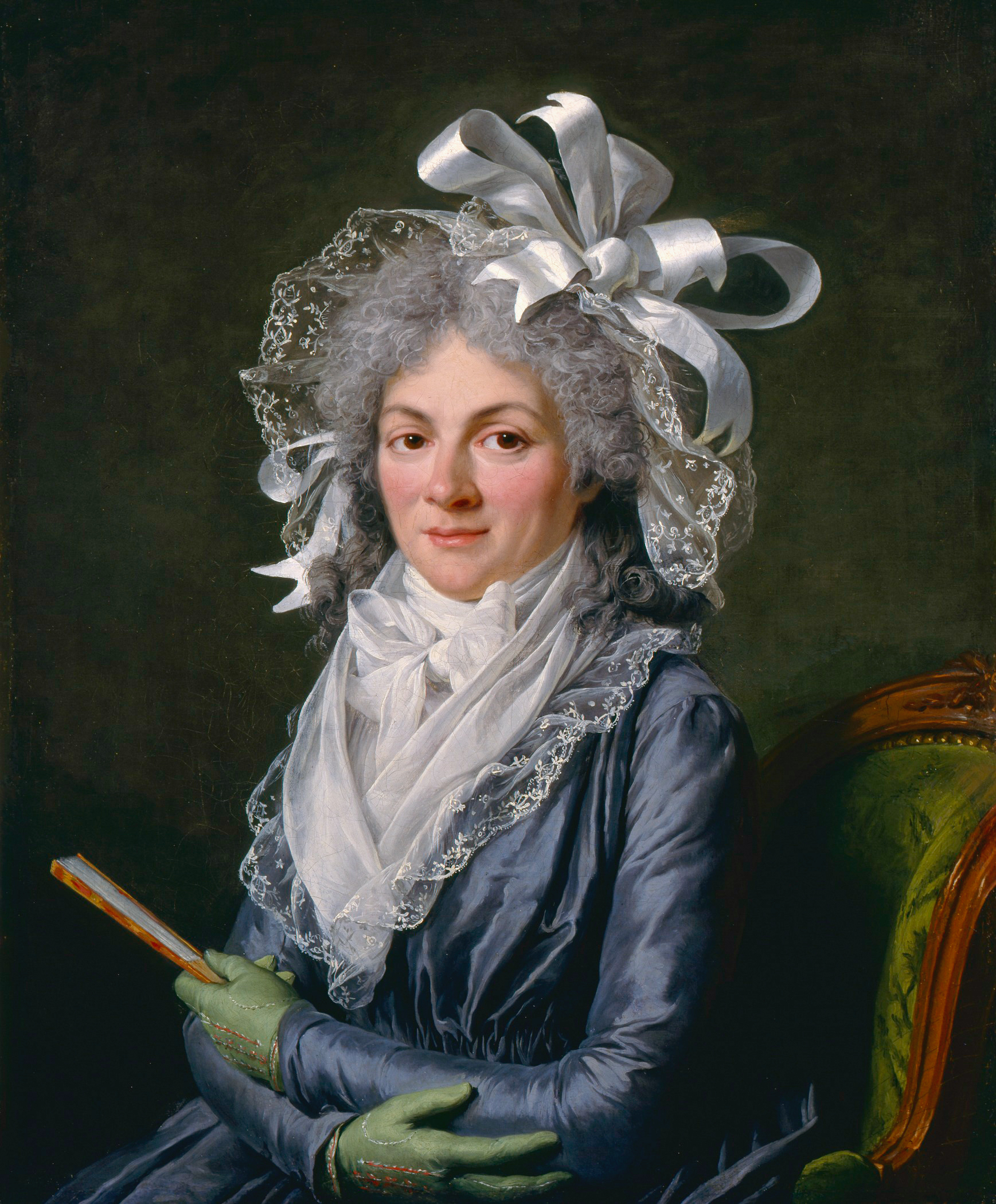
Madame de Genlis (1790)

En 1792, ayant une pension du roi, elle risque d’être prise pour une personne soutenant la monarchie. Elle choisit donc de partir de Paris pendant quelque temps pour Pontault-en-Brie avec François-André Vincent et Marie-Gabrielle Capet.
En 1793, lors de la Terreur, Adélaïde Labille-Guiard est forcée de détruire son grand tableau Réception d’un Chevalier de l’Ordre de Saint-Lazare par Monsieur auquel elle travaille depuis plusieurs années. Il s’agit du portrait du frère de Louis XVI. Sous le choc de la perte de son œuvre, Adélaïde Labille-Guiard ne participe pas au Salon de 1793 et cesse de peindre pendant un temps.

## Les œuvres d’Adélaïde Labille-Guiard
Adélaïde Labille-Guiard ne se distingue pas de ses consœurs en ne faisant que des portraits au pastel ou à l’huile coupés à la taille ou à la poitrine. Le pastel, bien qu’étant une technique difficile à maîtriser, est considéré comme une technique féminine. Le pastel est en effet idéal pour faire des portraits en buste sur de petites surfaces de papiers. 

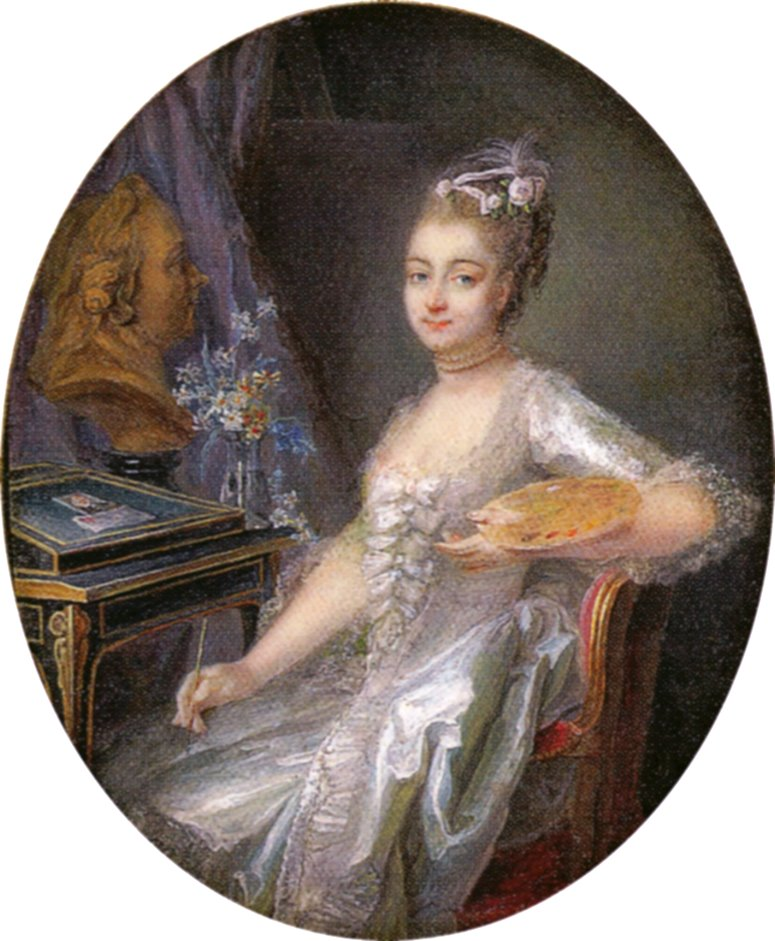
Autoportrait d'Adélaïde Labille-Guiard, 1774, miniature ovale sur ivoire aujourd'hui conservée au Museo Lázaro Galdiano, Madrid

## Galerie

Œuvres d'Adélaïde Labille-Guiard
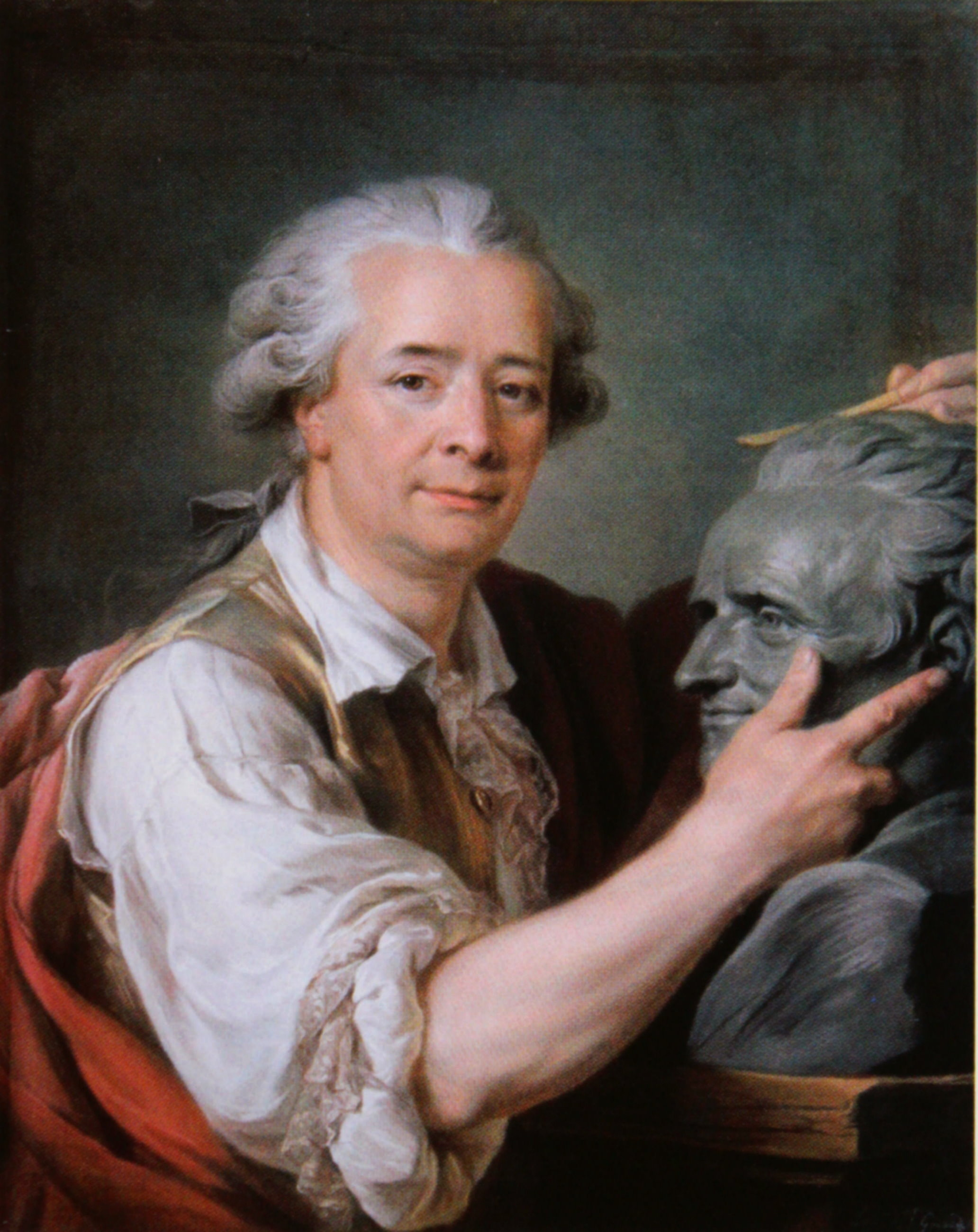
Augustin Pajou modelant le buste de son professeur Jean-Baptiste Lemoyne (1782), pastel, musée du Louvre.
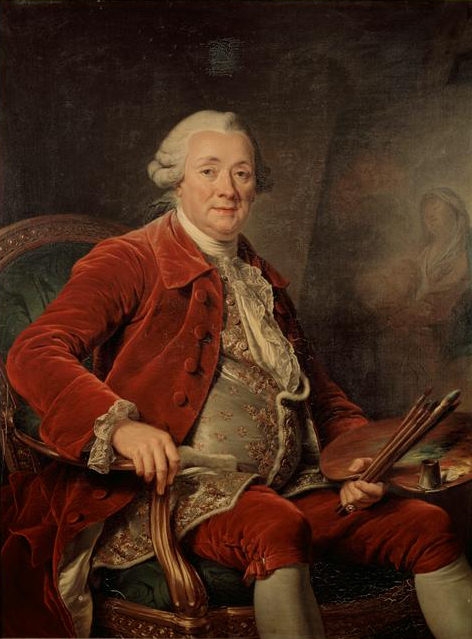
Portrait de Charles Amédée Philippe van Loo (1785), château de Versailles.
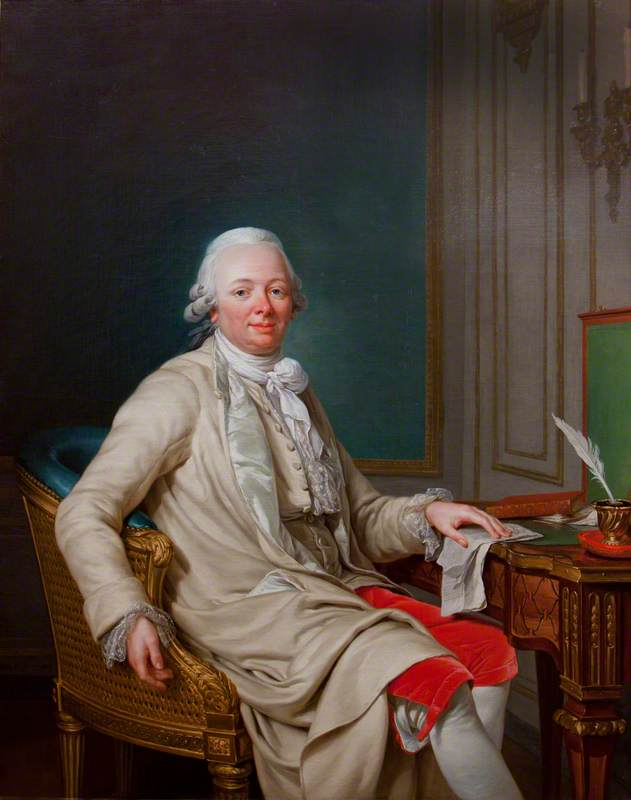
Portrait d’Étienne-François de Choiseul (1719–1785), à son bureau. Huile sur toile.
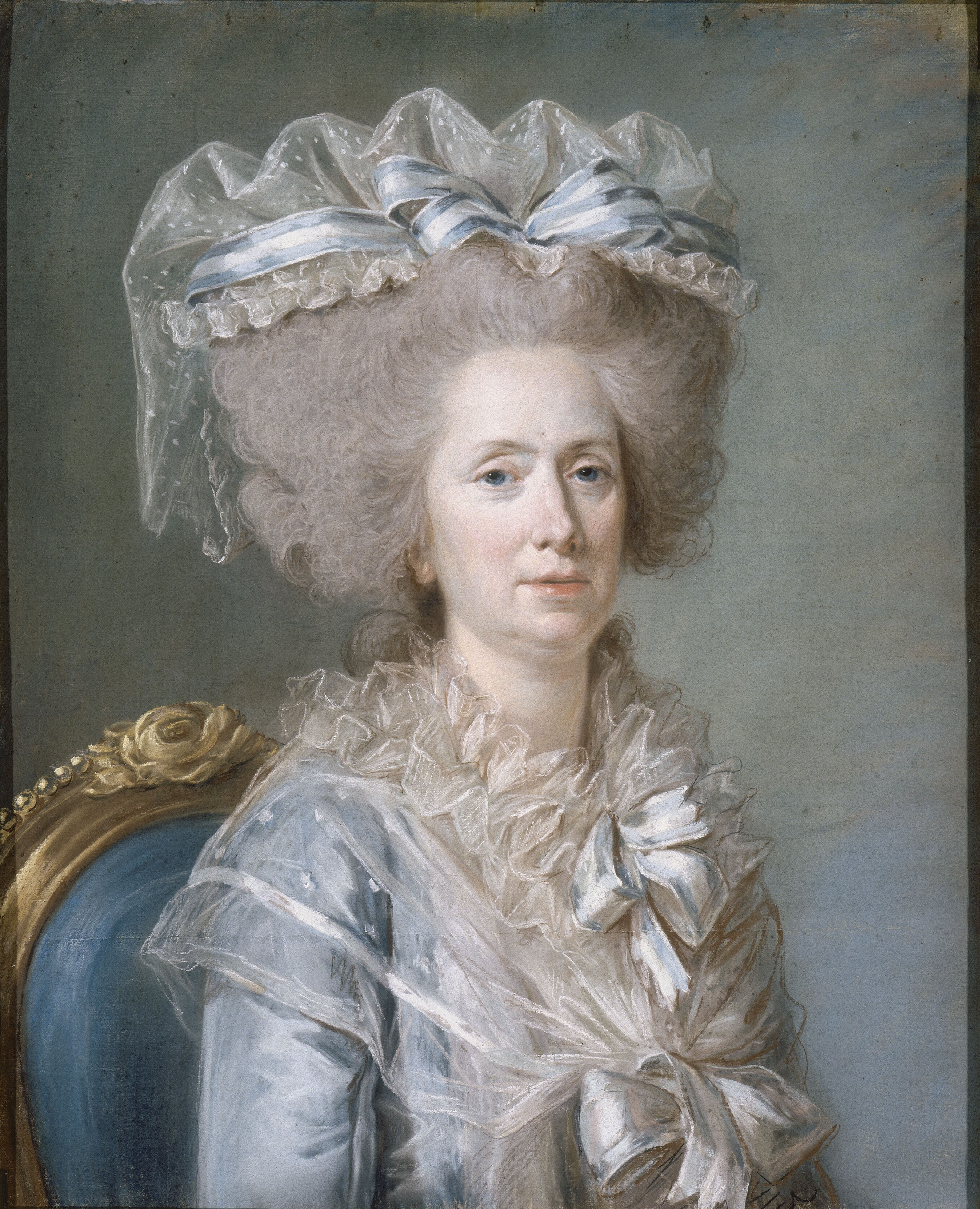
Portrait de Madame Adélaïde (1786-1787), pastel, château de Versailles.
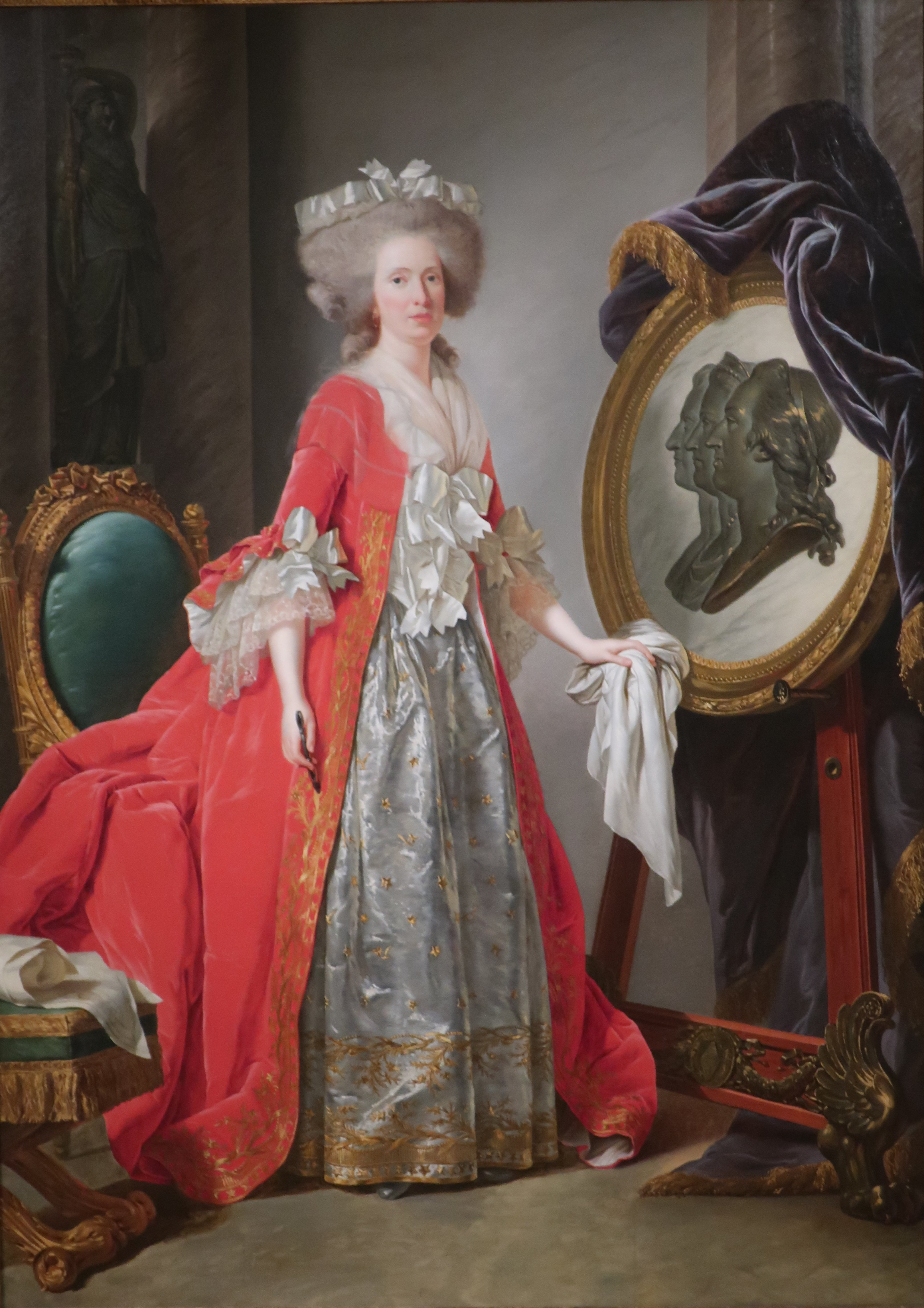
Madame Adelaïde, vers 1787, huile sur toile, Phoenix Art Museum
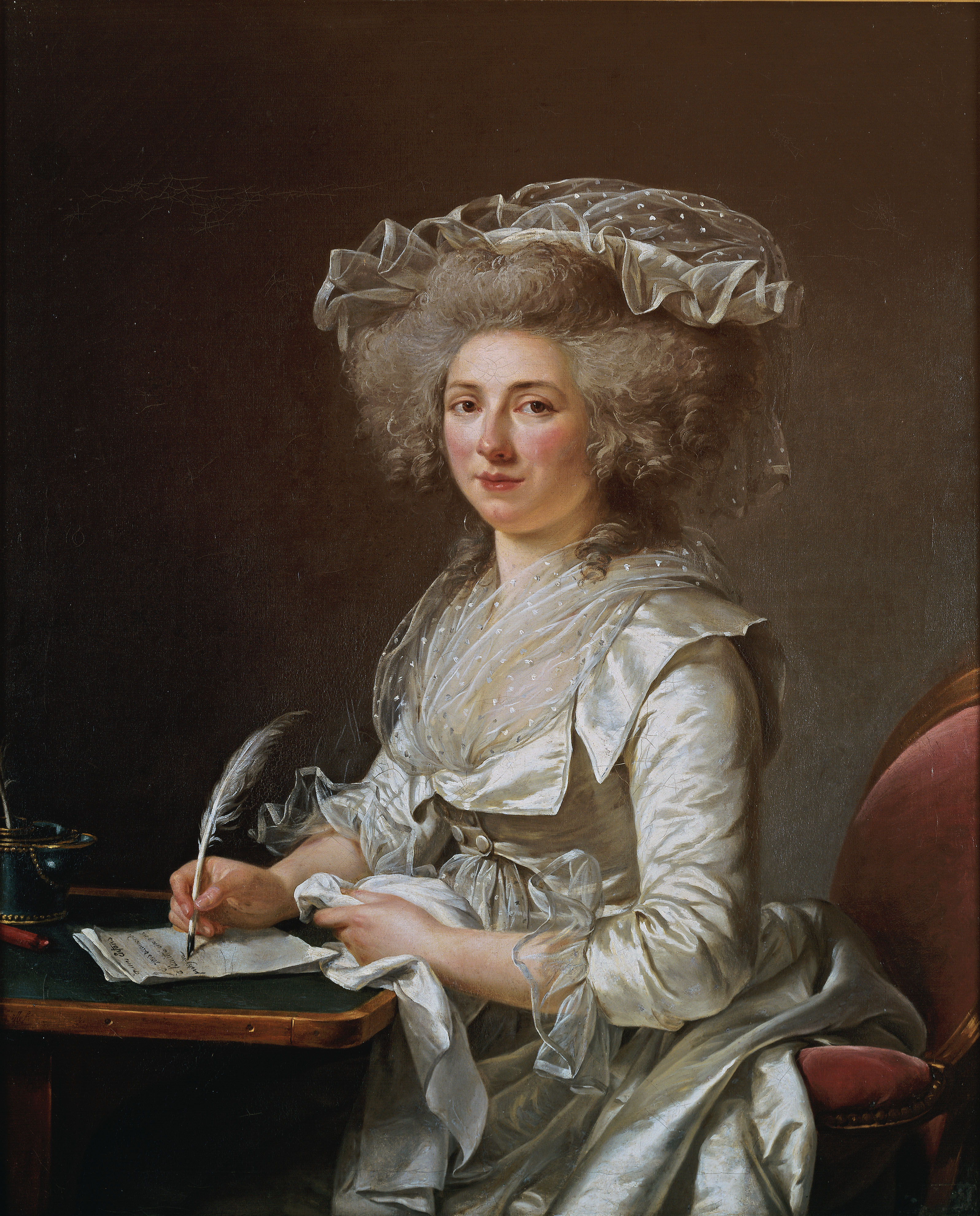
Portrait de femme, vers 1787, huile sur toile, musée des Beaux-Arts de Quimper
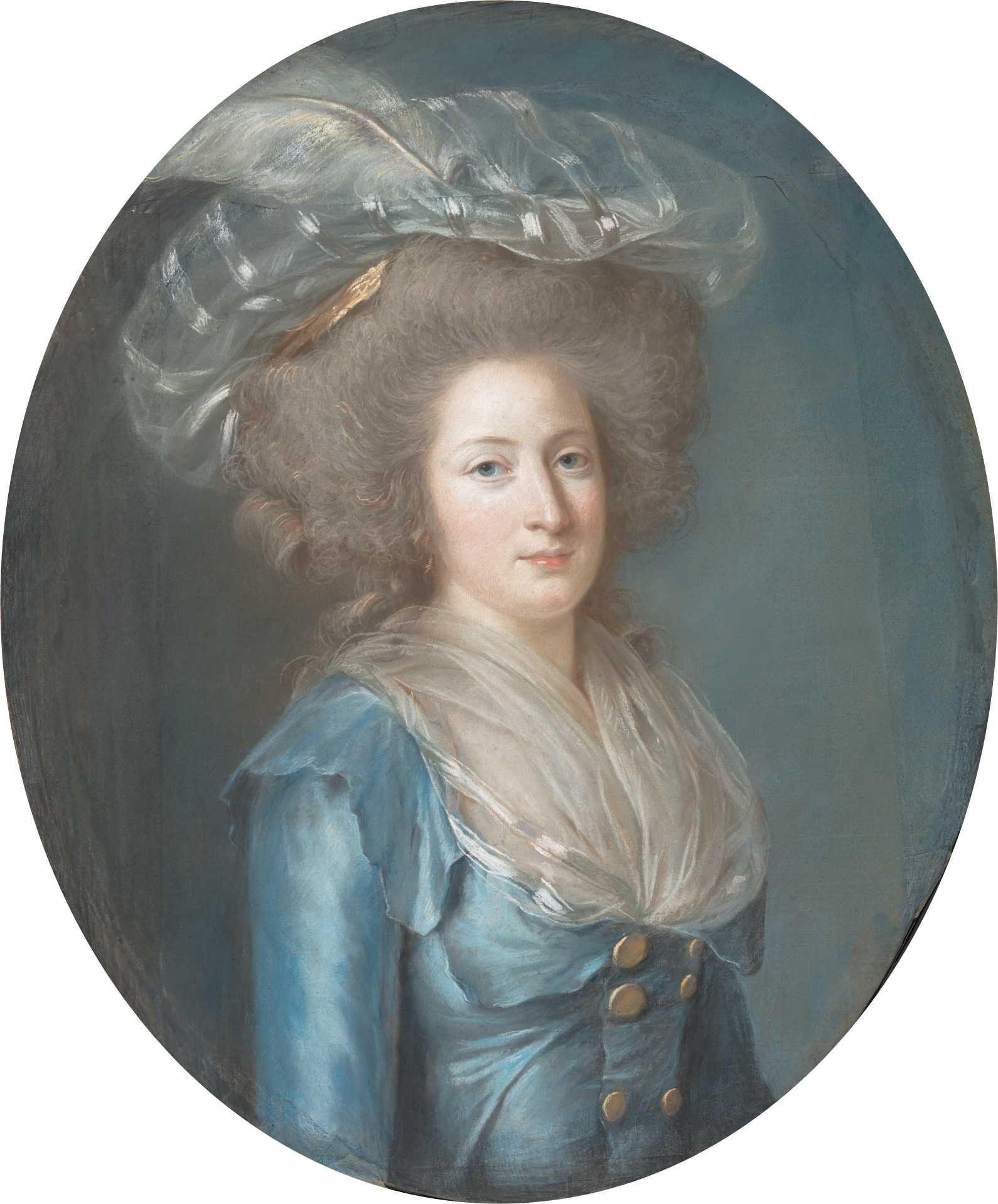
Madame Élisabeth de France, vers 1787 (Metropolitan Museum of Art)
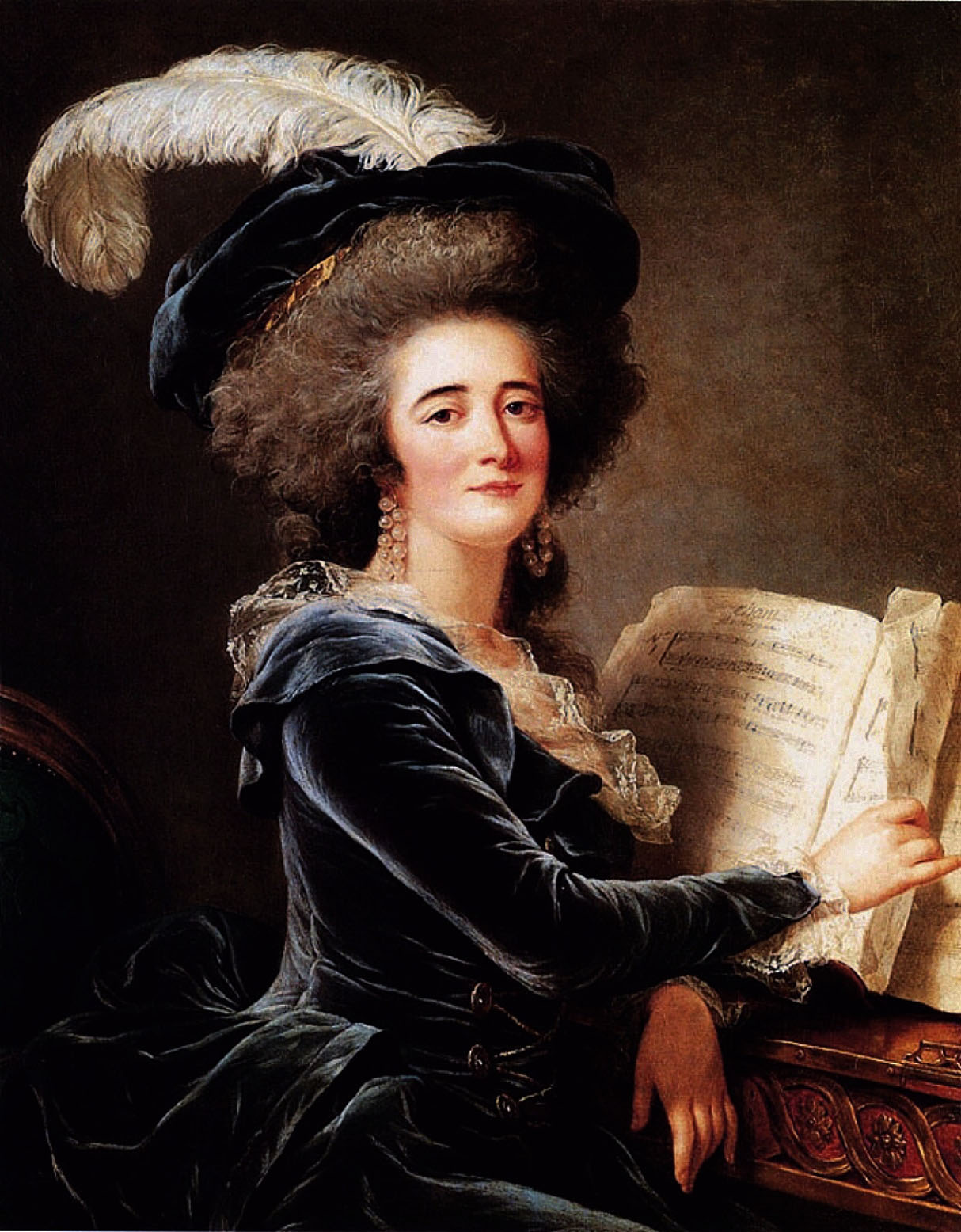
Madame de Selve faisant de la musique, Salon de 1787, collection privée
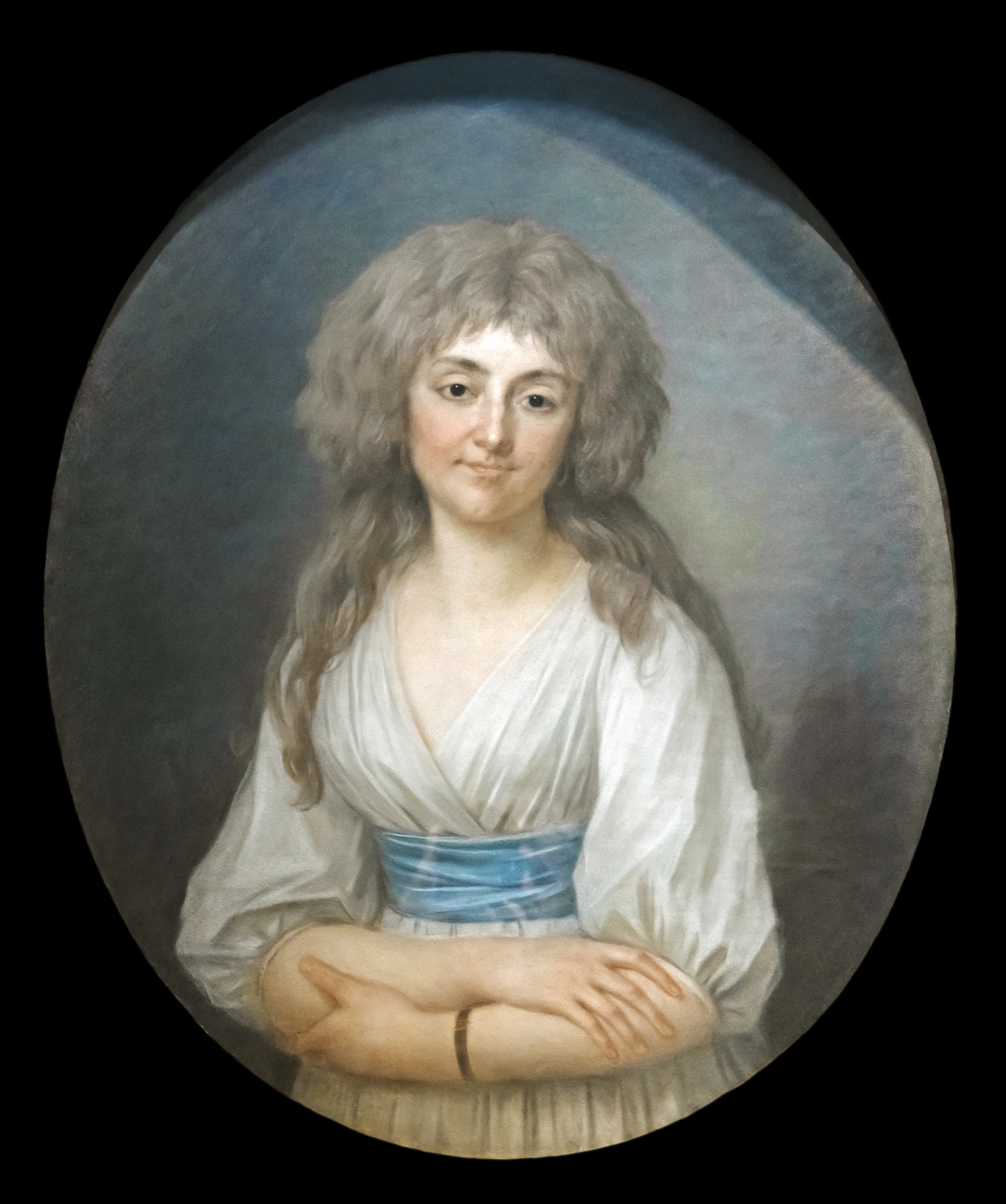
La Princesse de Montléar, vers 1790, pastel, Fondation Bemberg, Toulouse
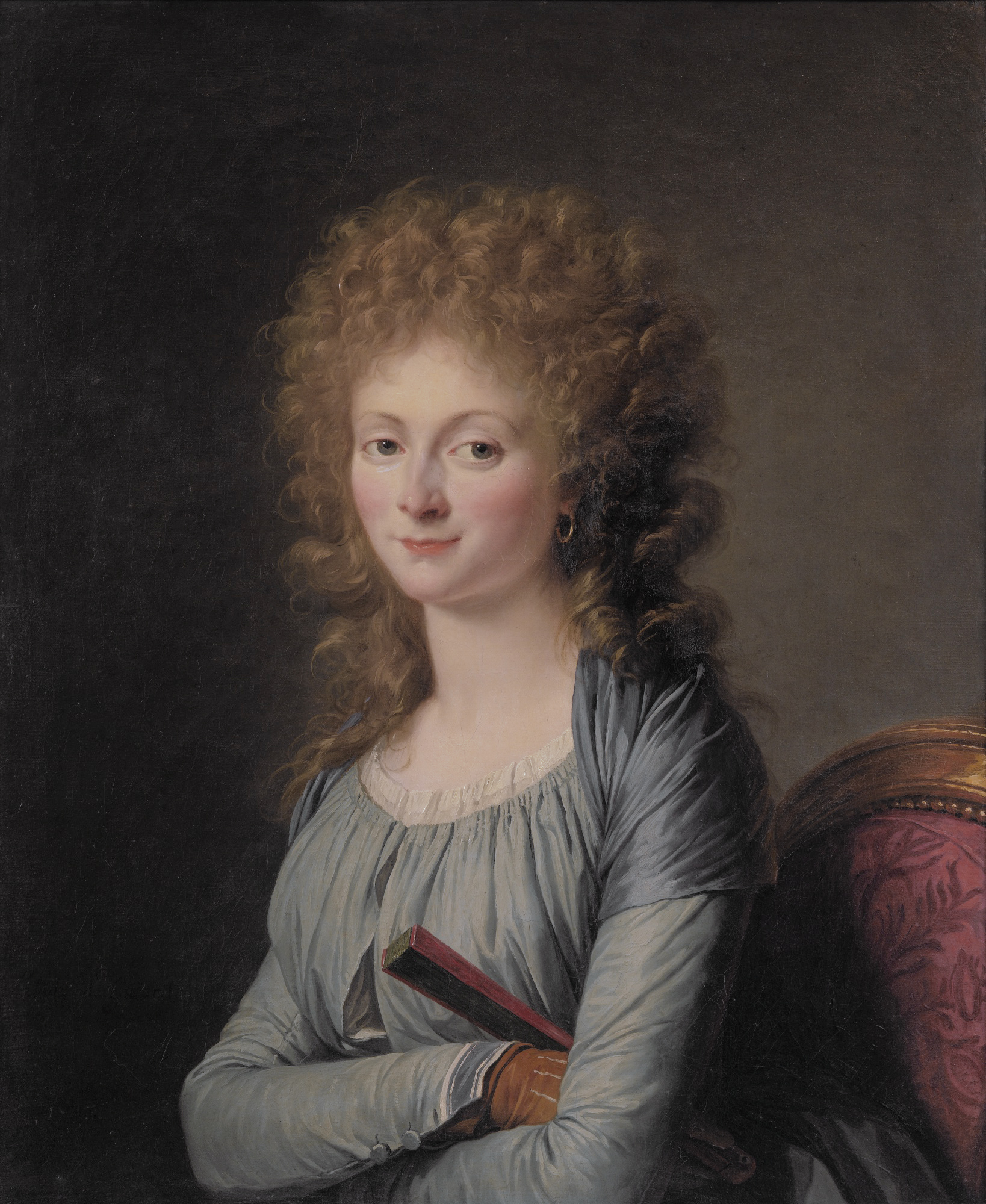
Portrait de la Duchesse d'Aiguillon, 1790, huile sur toile
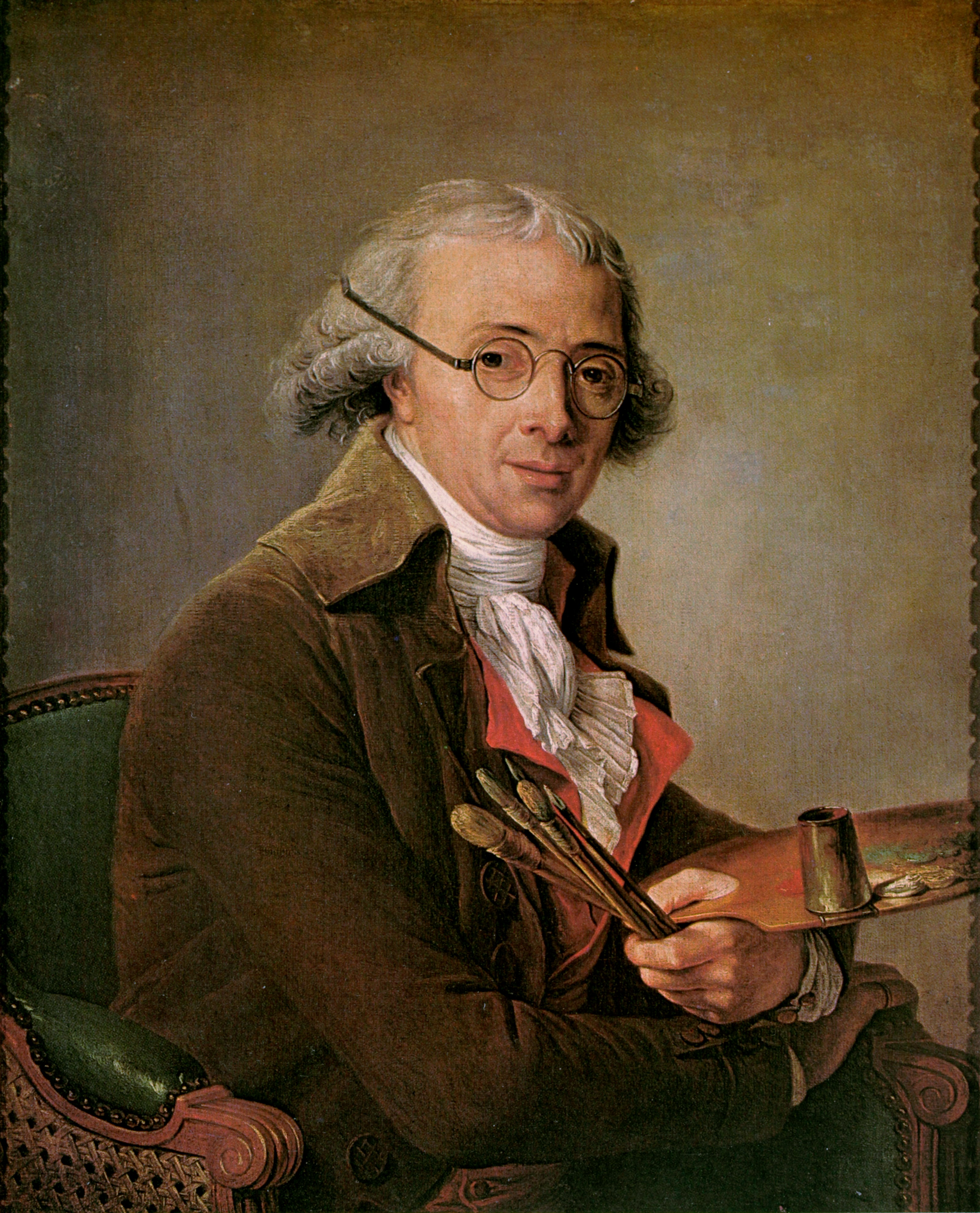
Portrait de François-André Vincent (1795), son mari. Paris, musée du Louvre.
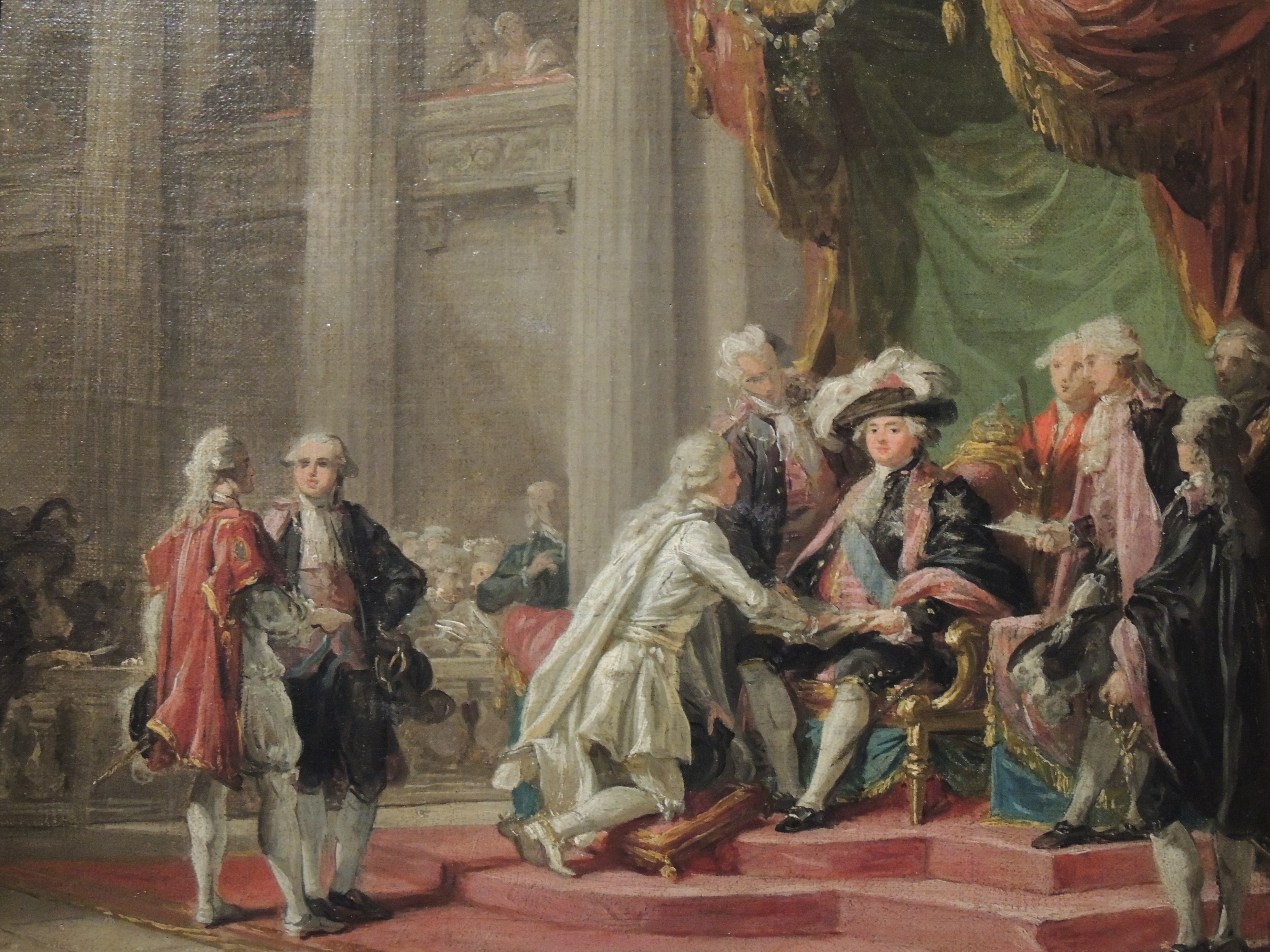
Réception par le comte de Provence d'un chevalier des ordres réunis de Saint-Lazare et de Notre-Dame du Mont-Carmel, huile sur toile, musée de la Légion d'honneur
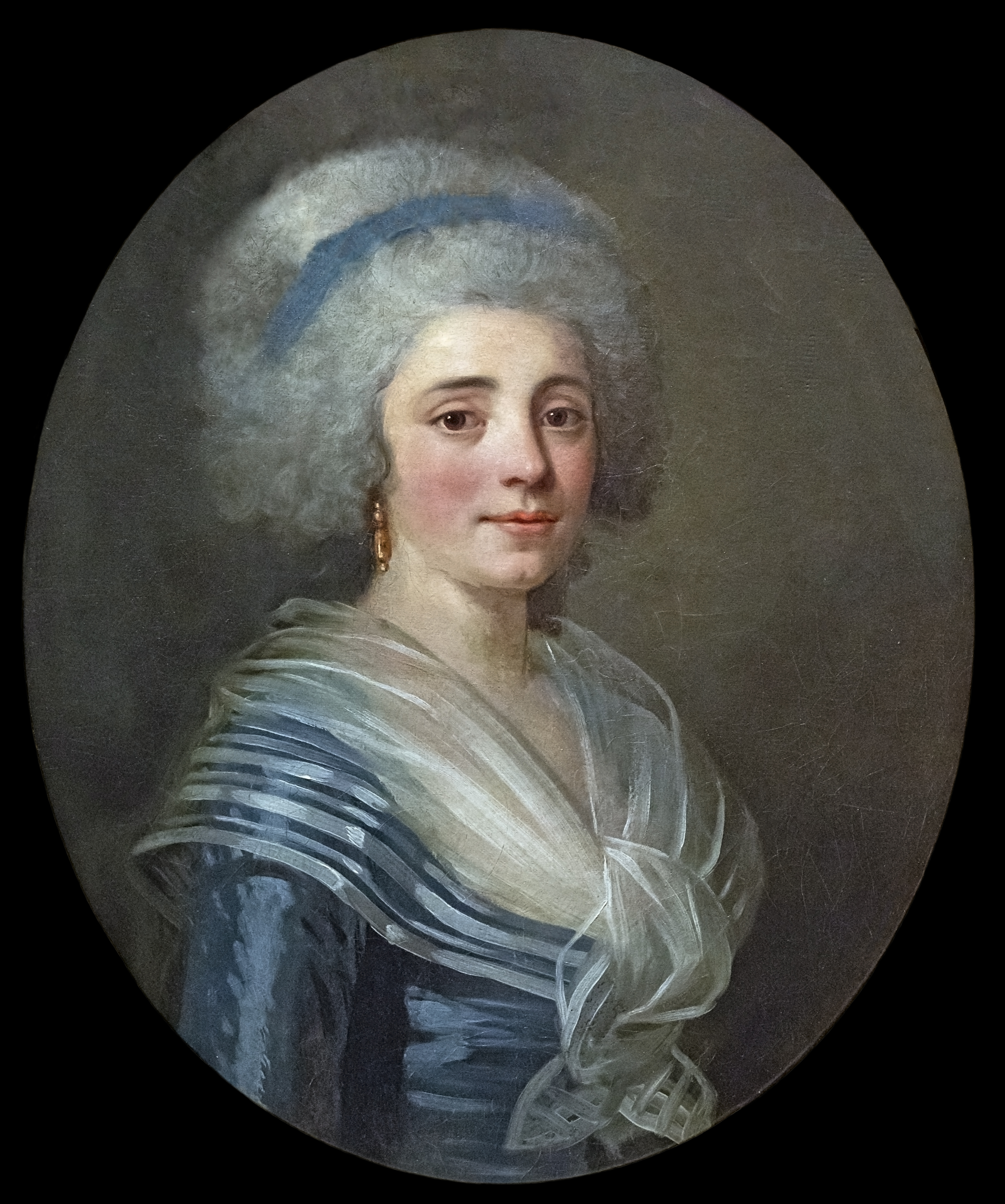
Portrait de femme, huile sur toile, musée des Beaux-Arts de Carcassonne
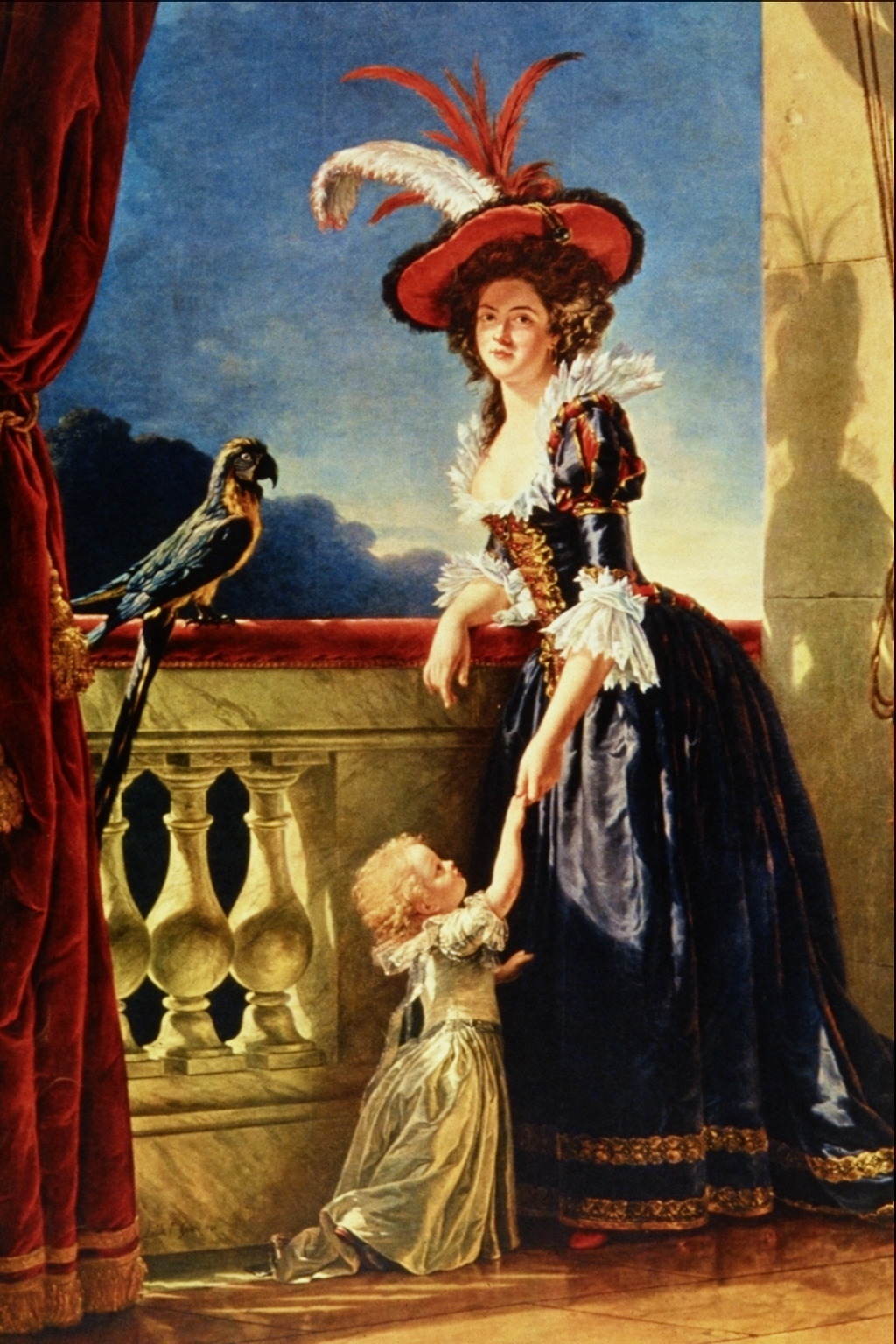
Louise-Elisabeth de France, Duchesse de Parme, château de Versailles